# 市民の人権擁護の会
市民の人権擁護の会（しみんのじんけんようごのかい、英: Citizens Commission on Human Rights、略称：CCHR）とは、精神医学における人権侵害を調査・摘発し、精神治療の分野を正常化することを目的として、サイエントロジー教会によって1969年に設立された団体である。世界31か国に130以上の支部を持ち、国際本部はアメリカ合衆国のロサンゼルス市にある。日本支部世話役は、小倉謙 (実業家)。

## 概要
国際本部の諮問委員会は、医師、弁護士、教育者、芸術家、実業家など民間からの代表者や人権問題専門家の代表者で構成されている。市民の人権擁護の会が医学的、法的助言を与えることはないが、医師と共に働き、医療行為を支援している。市民の人権擁護の会の第一の関心事は「科学や医学の基準に基づかない精神医学」による「診断」の「詐欺的濫用」とされている。
市民の人権擁護の会の支援者の中には、トーマス・サズ博士のような精神医学の専門家もおり、設立以来、精神科医療の分野における不正や濫用、人権侵害を告発し、この分野の改革に貢献していると主張している。
市民の人権擁護の会は「精神疾患は医学によって治療できるものではない」と結論づけており、「精神疾患に対する処方薬の使用は有害で詐欺的な診療である」と主張している。これは作家でありサイエントロジー教会創始者のL・ロン・ハバードの精神医学に対するスタンスを反映したものである。

## サイエントロジー教会との関係
この団体はサイエントロジー教会の資金援助で運営されているものの、CCHR関係者は団体の構成は多様でありサイエントロジー教会の単純さとは比較にはならないと主張している。教会とCCHRは独立しつつも連携を持つ関連団体である。1993年にアメリカ国税庁はCCHRの税額控除の申請を、国際サイエントロジー教会とその関連団体であるRTCとの合意の一環として認可した。最近までCCHRのオフィスはサイエントロジー教会内にあったが、現在では移転されている。

### 「精神医学:死の産業」博物館
2005年12月、CCHR は「精神医学:死の産業」博物館をカリフォルニア州ハリウッドのサンセット大通りに開館した。博物館はCCHRの主張する「精神医学の長きに渡る世界征服への基本計画」と、「アドルフ・ヒトラーがその計画で果たした中心的な役割」などについて展示しており、 さらにレポーターのアンドリュー・ガンベルによると、 「アーネスト・ヘミングウェイ、デル・シャノン、ビリー・ホリデイ、カート・コバーン、スポルディング・グレイらの死は精神医学に責任があるという趣旨の展示も含まれている」とのことである。
会館記念式典は2005年12月17日に行われ、エルビス・プレスリーの元妻であるプリシラ・プレスリー、リサ・マリー・プレスリー、ジェナ・エルフマン、ダニー・マスターソン、ジョヴァンニ・リビシ、リー・レミニ、キャサリン・ベル、アン・アーチャーらをはじめとする著名なサイエントロジー信者らが出席した。

## 反精神医学連合との関係
同様に精神医学に否定的・反対的な主張をしている組織として「反精神医学連合」という団体が存在している。ただし、「反精神医学連合」は「市民の人権擁護の会」や「サイエントロジー教会」とは無関係の組織である（反精神医学連合ホームページの「お知らせ」を参照のこと）。